# Dipurena spongicola
Dipurena spongicola är en nässeldjursart som beskrevs av von Anger 1972. Dipurena spongicola ingår i släktet Dipurena och familjen Corynidae. Arten är reproducerande i Sverige. Inga underarter finns listade i Catalogue of Life.